# Браун, Кэмпбелл
А́льма Дейл Кэ́мпбелл Бра́ун (англ. Alma Dale Campbell Brown; род. 14 июня 1968, Ферридей, Луизиана) — американская журналистка и телеведущая.

## Биография
Альма Дейл Кэмпбелл Браун родилась 14 июня 1968 года в городе Ферридей (штат Луизиана, США) в семье Джеймса Харви Брауна (род.1940) и Дейл Кэмпбелл. Окончила Университет штата Луизиана.
Кэмпбелл начала свою карьеру на KSNT-TV, филиал NBC в Топике, штат Канзас, а затем для WWBT-TV, филиал NBC в Ричмонде, штат Виргиния, а также работала на WBAL-TV в Балтиморе, штат Мэриленд, и ВКР -TV в Вашингтоне, округ Колумбия. Браун присоединился к NBC News в 1996 году. Впоследствии она была назначена ведущей на Пентагон.
Первый брак Кэмпбелл с брокером по недвижимости Перегрином Робертсом окончился разводом. С 2 апреля 2006 года Кэмпбелл замужем во второй раз за бизнесменом Дэном Сенором (род.1971). У супругов есть два сына — Эли Джеймс Сенор (род.18.12.2007) и Ашер Лиам Сенор (род.06.04.2009).